# Gladiolus velutinus
Gladiolus velutinus är en irisväxtart som beskrevs av De Wild. Gladiolus velutinus ingår i släktet sabelliljor, och familjen irisväxter. Inga underarter finns listade i Catalogue of Life.